# Paolo Monello
Paolo Monello (Vittoria, 22 luglio 1953) è un politico italiano.

## Biografia
Milita nel Partito Comunista Italiano fin dalla gioventù; dal 1980 è consigliere comunale a Vittoria, ricoprendo più volte anche il ruolo di assessore e di vicesindaco; è stato anche sindaco, prima dal 1984 al 1987 e poi ancora per alcuni mesi nel 1991.
Viene eletto alla Camera dei deputati nel 1987 nelle file del PCI. Dopo la svolta della Bolognina aderisce al Partito Democratico della Sinistra. Conferma il proprio seggio a Montecitorio anche dopo le elezioni del 1992, rappresentando il PDS fino al 1994.
In seguito è consigliere alla Provincia di Ragusa. Inoltre si dedica prevalentemente agli studi di storia locale e all'attività sindacale nella CGIL.
Torna a ricoprire il ruolo di assessore comunale a Vittoria dal 2007 al 2011 e poi nuovamente dal 2023.